# Haplopappus
Haplopappus es un género de plantas con flores perteneciente a la familia  Asteraceae. Comprende 409 especies descritas y solo 69 aceptadas.

## Taxonomía
El género fue descrito por Michel Adanson y publicado en  Familles des Plantes 2: 121, 563. 1763.

## Especies seleccionadas
A continuación se brinda un listado de las especies del género Haplopappus aceptadas hasta junio de 2011, ordenadas alfabéticamente. Para cada una se indica el nombre binomial seguido del autor, abreviado según las convenciones y usos.
- Haplopappus angustifolius (DC.) Reiche
- Haplopappus anthylloides Meyen & Walp.
- Haplopappus baylahuen J.Rémy
- Haplopappus berteroi DC.
- Haplopappus bellidifolius
- Haplopappus berteroi
- Haplopappus bezanillanus
- Haplopappus boelckei
- Haplopappus canescens
- Haplopappus cerberoanus
- Haplopappus chrysanthemifolius
- Haplopappus decurrens
- Haplopappus deserticola
- Haplopappus diplopappus
- Haplopappus donianus
- Haplopappus elatus
- Haplopappus foliosus
- Haplopappus fremontii
- Haplopappus glutinosus
- Haplopappus graveolens
- Haplopappus grindelioides
- Haplopappus hirtellus
- Haplopappus hookerianus
- Haplopappus humilis
- Haplopappus integerrimus
- Haplopappus inuloides
- Haplopappus ischnos
- Haplopappus kingii
- Haplopappus lanatus
- Haplopappus latifolius
- Haplopappus linifolius
- Haplopappus macraeanus
- Haplopappus macrocephalus
- Haplopappus marginalis
- Haplopappus marginatus
- Haplopappus mendocinus
- Haplopappus meyenii
- Haplopappus mucronatus
- Haplopappus multifolius
- Haplopappus nahuelbutae
- Haplopappus ochagavianus
- Haplopappus parvifolius
- Haplopappus pedunculosus
- Haplopappus philippii
- Haplopappus phyllophorus
- Haplopappus pinea
- Haplopappus pinnatifidus
- Haplopappus platylepis
- Haplopappus poeppigianus
- Haplopappus pristiphyllus
- Haplopappus prunelloides
- Haplopappus pulchellus
- Haplopappus reicheanus
- Haplopappus remyanus
- Haplopappus rengifoanus
- Haplopappus rigidus
- Haplopappus rosulatus
- Haplopappus rotundifolius
- Haplopappus rubiginosus
- Haplopappus saxatilis
- Haplopappus scaposus
- Haplopappus schumannii
- Haplopappus scrobiculatus
- Haplopappus serrulatus
- Haplopappus stelliger
- Haplopappus stolpii
- Haplopappus struthionum
- Haplopappus taeda
- Haplopappus tenuisectus
- Haplopappus uncinatus
- Haplopappus velutinus[5]